# 弗朗齐歇克·波斯皮希尔
弗朗齐歇克·波斯皮希尔（捷克語：František Pospíšil，1944年4月2日—），捷克男子冰球运动员。他曾代表捷克斯洛伐克国家队参加1968年、1972年和1976年冬季奥林匹克运动会冰球比赛，获得二枚银牌和一枚铜牌。